# Gandal, Hungund
Gandal là một làng thuộc tehsil Hungund, huyện Bagalkot, bang Karnataka, Ấn Độ.